# Xerobdellidae
Xerobdellidae es una pequeña familia de "sanguijuelas con mandíbulas" en el orden Arhynchobdellida. Xerobdellidae tienen tres mandíbulas y cinco pares de ojos, los pares cuarto y quinto están separados por uno o dos segmentos sin visión. Uno de cada uno de los tres géneros de esta familia habitan en Chile (Mesobdella) y Europa (Xerobdella). Diestecostoma se encuentra distribuida en mayor medida y se le encuentra en América Central y el norte de América del Sur. Esta particular distribución es un fuerte indicio que las mismas son un grupo relicto de Pangaea, los cuales ya existían a comienzos del Jurásico hace 250 millones de años.
Estas sanguijuelas se asemejan a Haemadipsidae y muchos autores las incluyeron allí, pero siempre ha sido materia de controversia. Su estatus como familia se encuentra avalado por análisis de secuencia de ADN nuclear 18S y 28S, y genes mitocondriales COI como también de la anatomía de sus órganos sexuales y nefridio; este último ubicado en su vientre en vez de a lo largo del cuerpo como en las Haemadipsidae.
Se alimentan de sangre; generalmente de anfibios y pequeños invertebrados  excepto Mesobdella, que únicamente se alimenta de sangre y existen registros de ataques a humanos.